# Fuldské letopisy
Fuldské letopisy (či Fuldské anály, latinsky Annales Fuldenses) jsou letopisy popisující dějiny východofranské říše v letech 714 až 882 (s pokračováními až do roku 901). Jsou také nejobsáhlejším zdrojem informací o vztahu východofranské říše ke Slovanům žijícím za její východní hranicí, za „limes sorabicus“ – tedy o vztazích k Polabským Slovanům, k dějinám Velké Moravy a o vztahu k prvním Přemyslovcům.
Jsou dílem několika autorů a byly převážně sepsány v okruhu středověké klášterní školy ve městě Fulda, nacházejícím se v dnešním Německu.
Do dnešní doby se Fuldské letopisy dochovaly ve dvou rukopisných skupinách. Ve starší z nich vyniká tzv. schlettstadtský rukopis z 9.–10. století (pojmenovaný podle alsaského města Sélestatu (německy Schlettstadt), kde byl nalezen), který události dovádí do roku 882 a je bohatě doplněn margináliemi. Patří sem i rukopis vídeňského kodexu z 12. století se signaturou 993. Do mladší skupiny, která obsahuje již některé věcné odchylky, přináleží jiný vídeňský rukopis se signaturou 600 a dále rukopis z Codexu Welser. Ten má oproti své starší předloze navíc události let 850–860 a 869–881. Některé části z této rukopisné skupiny opsaly tzv. Mladší letopisy metské a zlomek připsaný k roku 857 se dochoval v rukopisu lipském z 12. století.
Z Fuldských letopisů pochází zmínka o křtu 14 českých knížat dne 13. ledna 845.
| „                          | Ludvík čtrnácti z (celkového počtu) knížat Čechů, kteří žádali o přijetí křesťanského náboženství, vyhověl a v oktávě Epifanie je přikázal pokřtít. | “ |
| — Fuldské anály k roku 845 | |   |